# Knut Graah-Hagelbäck
Knut Graah-Hagelbäck, född 1892 i Malmö, död 1955 i Helsingborg, var en svensk företagsledare och trafikadministratör. 

## Biografi
Graah-Hagelbäck var son till tullförvaltaren Gustaf Hagelbäck och Ingeborg Graah samt dotterson till industriägaren Knud Graah i Kristiania i Norge och vidare kusin till journalisten Lille Graah. Han tog studentexamen vid Spyken i Lund. Han grundade och drev AB K Graah-Hagelbäck & Co i Tranås mellan 1917 och 1923, en pälsfabrik, där han var både ägare och direktör. Han var även delägare i Åsvallehults elektricitetsverk och tidningen Tranås-Posten (1919) samt ägare till biografen Kronan i Tranås 1915–1929.
År 1920 tillträdde han som bilbesiktningsman i Tranås. Han överfördes 1924 till bilinspektionen i Eksjö, och senare till Helsingborg 1930. År 1948 förordnades han till bilinspektör med tillstånd att bedriva bilinspektionsverksamhet i Helsingborg.
Graah-Hagelbäck var ordförande i Helsingborgs stads trafiknämnd mellan 1942 och 1953 samt sekreterare i Sveriges Automobilbesiktningsmäns förening 1930–1953. Han blev
riddare av Vasaorden 1945.

## Familj
Knut Graah-Hagelbäck gifte sig första gången med Ebba Larpent (1894–1983) och hade med henne två barn. I ett andra gifte med Vera Öberg (1919–1984) hade han också två barn. Han är gravsatt på Donationskyrkogården i Helsingborg.